# Santa (Camerún)
Santa es un municipio del departamento de Mezam de la región del Noroeste, Camerún. En noviembre de 2005 tenía una población censada de 64 391 habitantes.
Se encuentra ubicado cerca de la frontera con Nigeria.